# 뉴욕의 연인들 (1981년 영화)
《뉴욕의 연인들》(They All Laughed)은 미국에서 제작된 피터 보그다노비치 감독의 1981년 코미디, 멜로/로맨스 영화이다. 오드리 헵번 등이 주연으로 출연하였고 조지 모포겐 등이 제작에 참여하였다.

## 출연
- 오드리 헵번 (Audrey Hepburn) - 안젤라 니오테
- 벤 가자라 (Ben Gazzara) - 존 루소
- 존 리터
- 콜린 캠프
- 엘리자베스 페나

## 기타
- 협력프로듀서: 러셀 슈와츠
- 의상: 페기 파렐